# Dominique Bond-Flasza
Dominique Bond-Flasza (New York, 11 september 1996) is een Jamaicaans-Pools voetbalspeelster. Zij werd in New York (VS) geboren. Ze groeide op in Canada, samen met haar Poolse vader en Jamaicaanse moeder. Op veertienjarige leeftijd verhuisde ze naar Californië. Bond-Flasza komt uit voor het Jamaicaanse nationale vrouwenelftal.
Van 2018 tot 2020 speelde Bond-Flasza voor PSV in de Eredivsie. Daarna ging ze in 2020 spelen in de hoogste Poolse competitie voor KKPK Medyk Konin.

## Statistieken
| Seizoen | Club               | Land      | Competitie | Wedstrijden | Doelpunten |
| ------- | ------------------ | --------- | ---------- | ----------- | ---------- |
| 2014/15 | Washington Huskies | USA       | --         |             |            |
| 2015/16 | Washington Huskies | USA       | --         |             |            |
| 2016/17 | Washington Huskies | USA       | --         |             |            |
| 2016/17 | Seattle Sounders   | USA       | --         |             |            |
| 2018/19 | PSV                | Nederland | Eredivisie | 21          | 1          |
| 2019/20 | PSV                | Nederland | Eredivisie | 6           | 0          |
| 2020/21 | KKPK Medyk Konin   | Polen     | Ekstraliga |             |            |
| Totaal  | Totaal             | Totaal    | Totaal     | 27          | 1          |

Laatste update: september 2020

## Interlands
Sinds 2014 komt Bond-Flasza uit voor de Reggae Girls, het nationale elftal van Jamaica.